# Federación Progresista
La Federación Progresista va ser un partit polític espanyol fundat al desembre de 1984 per Ramón Tamames, després de la seva sortida del PCE. D'ideologia ecologista i d'esquerres, va formar part de la fundació d'Izquierda Unida en 1986. Va abandonar la coalició al desembre de 1987 i es va desintegrar a l'any següent.
Es va inscriure en el registre de partits polítics el desembre de 1984, i al febrer de 1985 va llançar a la ciutadania el seu manifest programàtic per una alternativa "verda, vermella i blanca". El juliol de 1985 va celebrar el seu Congrés Constituent, i l'any següent es va posicionar clarament contra l'ingrés d'Espanya en l'OTAN, participant activament en la Plataforma Cívica Anti-OTAN, que va agrupar a les organitzacions esquerranes contràries a l'Aliança Atlàntica. Després del referèndum i la convocatòria anticipada d'eleccions, les forces de la Plataforma Cívica van forjar la coalició Izquierda Unida, i la Federación Progresista es va veure obligada a decidir si participava en IU o presentar-se en aliança amb Els Verds, ideològicament més afins però amb expectatives electorals més modestes.
En la reunió del Comitè Federal del 26 d'abril de 1986, la direcció progressista va decidir integrar-se en el nou projecte d'Izquierda Unida, el que va motivar la dimissió del seu Coordinador General, Santos Ruesga, i la seva substitució per Pablo Martín Urbano. Al desembre de 1987 se celebrava a Madrid el III Congrés de la Federación Progressista, en la qual es va acordar la sortida de la formació de la coalició d'Izquierda Unida pel seguidisme d'aquesta respecte al PCE. Poc després, el líder Ramón Tamames abandonava el partit i el 1988 es dissolia la mateixa federació.